# لودویگ ویلهلم گیلبرت
 لودویگ ویلهلم گیلبرت (آلمانی: Ludwig Wilhelm Gilbert؛ زاده ۱۲ اوت ۱۷۶۹ درگذشته ۷ مارس ۱۸۲۴) یک شیمی‌دان و فیزیک‌دانان اهل آلمان بود.